# Bibio fumipennis
Bibio fumipennis är en tvåvingeart som beskrevs av Walker 1848. Bibio fumipennis ingår i släktet Bibio och familjen hårmyggor. Inga underarter finns listade i Catalogue of Life.